# Odolena Voda
Odolena Voda là một thị trấn thuộc huyện Praha-východ, vùng Středočeský, Cộng hòa Séc.